# Message@ware exire
message@ware exire（メッセージ@ウェア・エクシーレ）は、NEC製のNTTドコモのDoPa無線機一体型携帯情報端末(PDA)である。

## 概要
1999年12月1日、NTTドコモはexireの発売を開始した。半透過型モノクロ液晶ディスプレイとキーボードを搭載するPDAにDoPa無線機を一体形としている。
2001年2月にはmoperaPOPメールを自動受信する機能を追加するなどマイナーチェンジした「exire II」も発売され、モモンガがメールを作成するテレビコマーシャルが放映された。
exire発売以前にも電子メール作成・送受信を主体としたPDAとしてポケットボードやブラウザボードがあったが、手持ちの携帯電話 (mova) に接続・通信して利用するのが前提としていたのに対し、exireでは内蔵のDoPa無線機によって単体での通信ができる。1998年下期にはPeter panというスマートフォン型のmova一体型PDAが登場したが、10円メールしか利用出来ず、大振りな本体や高価格（5万円程度）だったこともあり短期間で販売終了した。
exire購入時に原則販売店でDoPa回線サービス契約を結ぶ必要がある。なお、exireはデータ通信用途のDoPaシングルモードのみサポートしているため、携帯電話番号は付与されるものの、携帯電話として通話をすることはできない。プロバイダはmoperaの他、DoPa専用アクセスポイントを持つ他のISP接続にも対応している。
2001年10月にサービスインしたFOMAでのパケットパックを導入したことによって通信料金の優位性は失われ、またexireの発売当初と異なり、モバイル環境では爆発的に普及した携帯電話（iモードメール等）でメールを扱うのが一般化したことにより、2003年度までに販売を終了している。発売当初の販売価格はexire、exire IIともに3万円前後であったが、末期には新品でも1,000円以下という破格の値段で投げ売りされたこともある。
2012年3月31日にDoPaおよびmovaサービスは終了し、以後は使用できない。

## 主な機能
- 通信速度はPDC-P （DoPaシングル） によるもので9600bps
- 電子メールクライアント - Liveメール・Liveトーク機能（のちにmoperaサービスとしても提供された）
- PocketNetFront
- PIM（スケジュール管理）

## 通信手段
DoPa網を利用して、moperaなどインターネットサービスプロバイダのアクセスポイント経由でインターネットに接続し、POP3・SMTP方式の電子メールの送受信や、内蔵のインターネットブラウザを用いてのネットサーフィンも可能である。
オリジナルサービスとして、インターネットに接続せずに、exire同士で端末の電話番号を用いた「Liveメール」というショートメッセージサービスと、Liveメールをチャット形式にした「Liveトーク」機能が提供されている。

## 料金プラン
当初はシングルモード専用プランである「ライトプラン」（基本料金900円、1パケット/0.2円）と、「スーパーライトプラン」（基本料金500円、1パケット/0.35円）の2種類があり、携帯電話やPHSの基本料金より安価であり好評だった。
しかし、内蔵ブラウザによる長時間のネットサーフィンによって、高額な通信料が請求されるトラブル（パケ死）が発生している。そういったヘビーユーザーに向けて、個人向けとして初のパケット半定額制プランである「パケットプラスS」（基本料金5000円・5万パケット分を含み、超過時は1パケット/0.15円）を2000年12月から設定した。現在は「ミドルプラン」等に変更している。

## 沿革
- 1999年10月1日　メッセージウェアエクシーレの電気通信端末機器審査協会による技術基準適合認定の設計認証（設計認証番号J99-1189）
- 1999年10月6日　メッセージウェアエクシーレのテレコムエンジニアリングセンター(TELEC)による技術基準適合証明の工事設計認証（工事設計認証番号WAA0024）
- 1999年12月1日　発売
- 2000年9月13日　メッセージウェアエクシーレIIのTELECによる技術基準適合証明の工事設計認証（工事設計認証番号WAA0088）
- 2001年2月　　　exireII発売
- 2012年3月31日　DoPaおよびmovaサービス終了によりこの日限りで使用不可となる。